# Balatongyörök
Balatongyörök là một thị trấn thuộc hạt Zala, Hungary. Thị trấn này có diện tích 37,59 km², dân số năm 2010 là 1074 người, mật độ 29 người/km².